# Galerie Capitale & Victor Orly
La galerie Capitale & Victor Orly est une galerie française fondée par l'association culturelle Capitale à Marseille en 2005 pour présenter l'art des artistes contemporains de différents pays.

## Histoire
Installée depuis 2015 au 39 rue Paradis, dans un lieu patrimonial de Marseille, la galerie Capitale & Victor Orly a remplacé la galerie Jouvène, la plus ancienne et plus célèbre galerie de Provence qui a illustré et défendu la peinture provençale pendant un siècle et demi.
Suivant la tradition de ce lieu culturel, la galerie Capitale & Victor Orly promeut une nouvelle génération des peintres provençaux et présente également l'art contemporain international. 

## Patrimoine culturel de 1859 à 2015
La galerie Jouvène est un patrimoine culturel qui appartient à l'histoire de l'art de Marseille et de la Provence. Fondée en 1859 par Eugène Lambert au cœur de Marseille (39 rue Paradis), elle a illustré et défendu la peinture provençale depuis 150 ans. Pendant un siècle et demi, les divers propriétaires reconnaissaient les talents, les tendances porteuses d'avenir. Ils ont donné leur chance à certains, consolidé la réputation d'autres, déjà confirmés. Mais la gloire de la galerie Jouvène est surtout d'avoir magnifiquement soutenu et servi les peintres provençaux, d'avoir compris l'originalité profonde des paysagistes et du mouvement expressionniste méditerranéen.
Au XIXe siècle, en France dans le contexte de mutations politiques, économiques, sociales, différents mouvements artistiques se développent dont le naturalisme. Ce mouvement, qui est une représentation réaliste de la nature, touche différents foyers artistiques en France.
Ce courant comme nouvelle approche attentive de la nature a été particulièrement dynamique en Provence. Un foyer très fécond et productif, nommé « l'école de Marseille », se dessine dans la seconde moitié de XIXe siècle,. Les artistes se regroupent autour d’Émile Loubon, peintre et directeur de l'école pratique de dessin de Marseille qui saura fédérer les talents. Le naturalisme va se développer chez les artistes provençaux dans un style et une palette variés, mais avec le goût d’une peinture spontanée, claire et lumineuse. Voulant manifester les talents provençaux, Loubon a fondé La Société des Amis des Arts, et organisé nombreuses expositions. Parallèlement, à Marseille, par l'initiative privée, les galeries et les salons se lèvent ce qui va consolider le système de promotion par une représentation permanente des artistes devant le public.
Eugène Lambert crée sa galerie en 1859 et fait les représentations quotidiennes de nouvelle peinture. Il organise des expositions de groupe ou personnelles avec le souci commercial de la vente. Pendant des années, la galerie Lambert a suivi pas à pas la progression de plusieurs générations de Provençaux. Elle est un témoin privilégié qui connaissait les diverses périodes de croissance artistique en Provence, du naturalisme à l'art moderne. 
La galerie Lambert était bien plus qu'une galerie ayant pignon sur rue. Certes, elle avait deux magnifiques vitrines sur la rue Paradis (au 39), au cœur du commerce de luxe de l'époque à Marseille. Dans cet immeuble, elle occupait des salles et des petits salons au rez-de-chaussée, à l'entrée en étage. Les tableaux y voisinaient avec des sièges de qualité, des meubles précieux, des objets. Des photos prises dans les années 1930 et en 1947, pour le jubilé René Seyssaud, montrent l'ampleur de cette vaste installation digne d’un musée privé, pour accueillir les visiteurs. Les Lambert disposaient d'un marché étendu, plus large que le régional : avec leur galerie parisienne et leur galerie d'été à Vichy, ils atteignaient l'international. Les curistes y trouvaient Jean-Baptiste Camille Corot, Eugène Boudin, Gustave Caillebotte, beaucoup de peintres de l'École de Barbizon. Cette clientèle, surtout étrangère et coloniale, repassait par Marseille pour s'embarquer sur les paquebots des grandes lignes d'antan. Les salons de la rue Paradis la recevaient dans un luxe feutré, mettant en valeur les œuvres d'artistes dont les collectionneurs régionaux tiraient gloire : Jean-Baptiste van Loo, Charles François Lacroix de Marseille, Marius Rey, Joseph Vernet, Pascal Coste, François Marius Granet, Émile Loubon, Paul Guigou, Adolphe Monticelli, Jean-Baptiste Olive. Ces œuvres figuraient dignement en compagnie de peintures anciennes hollandaises et françaises, espagnoles et italiennes de Michel-Ange, Le Caravage, Bartolomé Esteban Murillo ou Jean-Honoré Fragonard – face à une production régionale où de grands marinistes s'affirmaient déjà.
En 1923, Eugène Lambert — spécialisé dans les siècles passés[évasif], mais aussi de Renoir, Utrillo, van Gogh — a cédé sa galerie à Alexandre Jouvène qui la rebaptisa de son nom. Il ne changera pas de cap, trouvant en cette galerie l'écrin pluraliste propre à mieux valoriser Adolphe Monticelli, Félix Ziem, Paul Guigou, Jean-Baptiste Olive et les autres Provençaux qu'il défendit, mais aussi Loubon, François Marius Granet, Théodore Rousseau, François Pierre Barry, Prosper Grésy, Joseph Suchet, Joseph Garibaldi, Louis Léopold Boilly, Jean Roque, Jean-Baptiste Camille  Corot, Gustave Ricard, Joseph Vernet, Joseph Boze, Vincent Courdouan, Pierre Puget et Paul Cézanne.
Alex Jouvène a joué un rôle fondamental dans la vie culturelle de la cité. En tant que céramiste, il participa aux travaux de mosaïque faisant la notoriété de la cathédrale de Marseille. Il est éditeur de livres sur la faïence, la Durance et les anciens monuments de Marseille. Fondateur du musée du Vieux Marseille, il participa à la décoration de pavillons à l'Exposition coloniale de 1906. Il donna aussi des cours d'Histoire du livre à la Chambre de commerce de 1917 à 1919. Mais c'est en tant que marchand de tableaux qu'il fit sa notoriété. Dans les années 1920-1940, Alex Jouvène assurait la promotion de ses artistes et faisait partie du marché européen très fermé de la spécialité.
Dans l'après-guerre, la galerie Jouvène a conservé sa place de leader dans la vie culturelle de Marseille et sur le marché international. Toutes les directeurs qui se sont succédé assuraient son rayonnement et sa pérennité. André Maurice qui a pris le contrôle de la galerie en 1946, représente les artistes provençaux à Paris et fait une tournée panaméricaine. La période Jacqueline Maurice (1949 – 1983)  et sa fille Annick Masquin (1983 – 1994) a été basé sur un programme permettant d'assurer la promotion de ses artistes et d'ouvrir les portes de l'avenir pour une nouvelle génération de peintres.
Presque tous les maîtres provençaux ont trouvé place aux cimaises de la rue Parais. Du passé se détachent René Seysseaud, Auguste Chabaud, Louis-Mathieu Verdilhan, Adolphe Monticelli. Puis vint la génération de Pierre Ambrogiani, Antoine Ferrari, Antoine Serra,François Diana et Louis Toncini. Ensuite, il y a eu la génération contemporaine des expressionnistes : Georges Briata, Yvette Bonté, Raymond Garnier, François Guy et Jean Paul Courchia.
Pendant plusieurs années la galerie Jouvène a été aussi le rendez-vous des amateurs, des collectionneurs, des critiques, des journalistes.
À partir de 1994, ce sont quelques nouvelles équipes, animateurs des éditions Européennes de Marseille Provence, qui ont dirigé la galerie Jouvène.
En 2015, cet espace culturel a été rénové par Guennadi Grebinov, le président de l'association Capitale, et baptisé du nom Capitale & Victor Orly.

## Artistes représentés par la galerie Capitale & Victor Orly
La galerie présente également des œuvres des maîtres de différents pays, tels que Sergey Shapovalov, Andrey Lipatov, Mari Anna Wo Marr, Natalia Zaitceva, Pauline, Natalia Fedorova Volodymyr Kirianov, Isabelle Geli, Pascale Bonnet, Taka, Zoya Skoropadenko, Odile Masselon, Daweis, Serge Moutarlier, Gilbert Donadey, Victor Orly.

## Participation aux foires d'art contemporain
La Galerie Capitale & Victor Orly participe à de nombreuses foires internationales : 
- Grand Marché Art Contemporain Paris
- Toronto Art Expo
- Fine Art Ukraine
- Beijing International Art Fair
- Beijing International Art Exposition
- Shanghai Art Fair
- Canton International Art Fair
- Art Shenzhen
- Shenzhen International Art Fair
- China (Shenzhen) International  Cultural Industries Fair
- Guangzhou International Art Fair
- Bridge of Friendship in Dubai
- Art Busan